# チョウセンゴミシ
チョウセンゴミシ（朝鮮五味子、学名: Schisandra chinensis）は、マツブサ科のマツブサ属に属する植物の1種である。落葉性のつる性木本であり、雌雄異株、5–7月頃に黄白色の花をつける（図1上）。果実は赤い液果で房状につき（図1下）、五味子とよばれて薬用 (滋養、強壮、鎮咳) に用いられる。日本を含むアジア北東部に分布する。

## 名称
ゴミシ（五味子）の名は、果実が甘味、酸味、辛み、苦味、鹹（塩味）をもつことから名付けられた。江戸時代に生薬として朝鮮半島から輸入されていたため、チョウセンゴミシとよばれるようになった。日本には産しない植物であると考えられていたが、輸入された五味子から得られた種子を平賀源内がお薬園で栽培し、これと同じ植物が日本にも自生していることが明らかとなった。陶穀の『清異録』には「六亭劑」の別名がある。

## 特徴
落葉性のつる性木本であり、つるは左巻き。葉は互生し、長枝には互いに離れてつき、短枝にはまとまってつく (下図2a, b)。葉身は倒卵形から楕円形、4–10 x 2–6 cm、先端は鋭尖頭、基部は広いくさび形、葉縁には5–16個の波状鋸歯がある。葉脈の側脈は3–7対。葉の表面は黄緑色で無毛、葉脈の部分がくぼんでおり、裏面は淡緑色で葉脈上に毛がある (下図2c)。葉柄は長さ 1–4 cm (葉身の長さの半分以下) であり、平滑。冬芽は長卵形、長さ 3–6 mm、葉痕は円形から半円形。
雌雄異株 (雄花と雌花が別の個体につく)。花期は5–7月、花は短枝から生じた長さ 1–3 cm の花柄 (雌花の花柄の方が長い) の先につき、直径約 1 cm、芳香がある (上図2b, 下図3a, b)。花被片は5–9枚、長楕円形 (4.5–10 x 1.1–4.2 mm)、黄白色。雄花は4–7個の雄しべをもち、花糸が太く、葯は外向する (下図3a)。花粉は6溝粒。雌花は、丸い花托上についた14–40個の離生した雌しべをもつ (下図3b)。花柱は白色、子房は淡緑色で2個の胚珠を含む。訪花者は多様であり、甲虫、ハナバチ、ガなどが報告されている。花托が花後に伸長するため、個々の果実は離れてブドウの房状の集合果になる (上図1下)。果実は液果、8–9月頃に赤熟し、大きさは不揃いであり (5–7.5 x 4–5 mm)、それぞれ1–2個の腎臓形の種子を含む (下図32c)。種子の表面は平滑。染色体数は 2n = 24, 28。

## 分布・生態
日本を含むアジア北東部に分布する。北海道、本州 (中部地方以北)、朝鮮半島、中国北部、シベリア東部、沿海州、アムール、ウスリー、サハリンに見られる。
冷温帯に自生し、落葉広葉樹林の林縁に生育する。

## 人間との関わり
果実は五味子 (ゴミシ、朝鮮語：オミジャ、満州語：misu hūsiha) とよばれ、生食用やジュース、五味子茶、五味子酒として利用される (図4a, b)。
五味子は日本薬局方に生薬として収録され、鎮咳去痰作用、強壮作用などがあるとされる。精油成分としてシトラール、セスキテルペン類としてα-chamigreneなど、リグナン類としてschizandrinやgomisin Aなどを含み、小青竜湯、清肺湯、人参養栄湯、苓甘姜味辛夏仁湯、杏蘇散などの漢方方剤に配合される。
長野県阿智村や喬木村では、健康増進のためにチョウセンゴミシのつるを風呂に入れ、入浴する伝統の民間療法がある。